# 多布里奇
多布里奇（羅馬化：Dobrich）是位於保加利亞東北部的一個城市，位於黑海海岸以西30公里處。多布里奇是保加利亞人口第9多的城市，也是南多布羅加地區的中心城市。多布里奇是多布里奇州的首府所在地。俄土戰爭期間一度被俄羅斯佔領。1878年1月27日，多布里奇自奧斯曼帝國解放，改屬獨立的保加利亞。1882年開始改用多布里奇這一名稱。
多布里奇和黑海沿岸的巴爾奇克等眾多觀光景區頗近。

## 友好城市
- 中华人民共和国格爾木
- 瑞士沙夫豪森
- 匈牙利佐洛埃格塞格
- 波蘭新松奇
- 白俄羅斯平斯克
- 俄羅斯薩拉托夫
- 乌克兰伊斯梅爾
- 羅馬尼亞康斯坦察
- 土耳其克爾克拉雷利